# Aquapark Wrocław

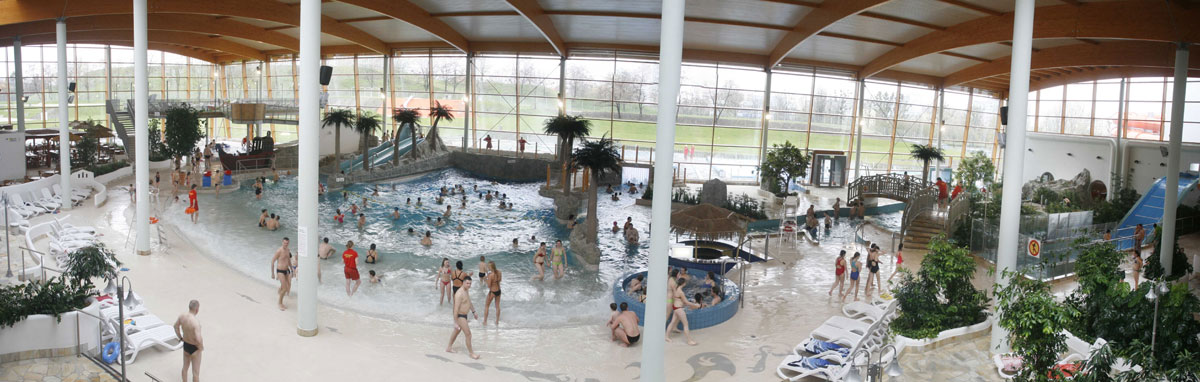
Kompleks basenów rekreacyjnych

Aquapark Wrocław – aquapark we Wrocławiu z głównym i największym obiektem na Hubach oraz dwiema mniejszymi filiami na Brochowie i Zakrzowie.

## Opis
W kompleksie znajdują się dostępne przez cały rok baseny rekreacyjne kryte i zewnętrzne, kryty basen sportowy, klub fitness oraz sauny. Aquapark Wrocław jest czynny 7 dni w tygodniu.
W roku 2017 Aquapark odwiedziło 1,7 mln osób. Był to więc najchętniej odwiedzany aquapark w Polsce, a trzeci w Europie.

## Kompleks basenów rekreacyjnych
Serce Aquaparku. Rozbudowany kompleks basenów o różnej głębokości i temperaturze, pełen atrakcji (m.in. ze zjeżdżalniami, jacuzzi, basenem z falą, „leniwą rzeką”, Dziecięcą Zatoką i basenami zewnętrznymi). Specjalnie dla najmłodszych wydzielono część rodzinną z brodzikiem, statkiem pirackim i zjeżdżalnią. Powierzchnia kompleksu wynosi 3558,8 m².

### Atrakcje
źródło
- Basen z falami (temperatura 30 °C, głębokość 0-200 cm)
- Leniwa rzeka (temperatura 32 °C, głębokość 70 cm)
- Strefa dla dzieci z basenem (temp. 35 °C, głębokość do 50 cm) i brodzikiem (temp. 35 °C, głębokość 15 cm), okrętem pirackim i armatkami wodnymi
- Cztery jacuzzi (temperatura 35 °C, głębokość 90 cm)
- Zewnętrzny basen solankowy (temperatura 32 °C, głębokość 135 cm)
- Zewnętrzny basen rekreacyjny (temperatura 32 °C, głębokość 135 cm)
- Zewnętrzny basen o długości 35 metrów
- Brodzik zewnętrzny
- Basen pływacki (temperatura 28,5 °C, głębokość od 180 cm do 200 cm oraz jeden tor o głębokości 90 cm)

### Zjeżdżalnie
źródło
- Speed Onion (długość 136 m - otwarta w marcu 2025)
- Cactus (długość 107 m)
- Watermelon (długość 112 m)
- Lollipop (długość: 82 m - otwarta w lipcu 2024)
- Duoracer (długość: 152 m - otwarta w listopadzie 2024)
- Zjeżdżalnia Wroc-love
- Zjeżdżalnia dziecięca (długość: 10,5 m)
- Zjeżdżalnia rodzinna (długość: 8 m)
- Zjeżdżalnia Blueberry (długość: 136 m - otwarta w lipcu 2024)

Zjeżdżalnie zdemontowane:
Black-Hole 2008-2024 (długość 104 m)
Turbo 2008-2024 (długość 50 m)
Magic-Eye 2008-2024 (długość 186 m
Multimedialna ?-2023 (długość 100 m)
High-Fly ?-2020 Długość 24 m)

## Dziecięca Zatoka
Strefa w całości przystosowana do prowadzenia zajęć dla najmłodszych dzieci (od 4 miesiąca życia do 4 lat). Płytki (90 cm) i ciepły (36 stopni) basen o łącznej powierzchni 162 m². Niecka została dobudowana w 2013 r.

## Siłownia&Fitness
Fitness Aquapark Wrocław to jeden z najnowocześniejszych klubów w Polsce, o łącznej powierzchni ponad 1700 m². W strefie dostępne są: sala główna wyposażona w sprzęt aerobowy (32 bieżnie, 14 orbitreków, 10 rowerów, 2 maszyny Flex Rider, 3 stepery, 2 ergowiosła) oraz siłowy (20 stacji, wolne ciężary, Synergy 360), Rowing Zone z 6 ergometrami wioślarskimi, a także sale tematyczne: IFitness, Fitness oraz Body&Power.

## Saunarium
W skład strefy wchodzą różnorodne sauny, a także największy w Polsce ogród saunowy, w którym znajdują się dwie sauny fińskie – Kelo i Bali, basen zewnętrzny z zimną wodą i basen zewnętrzny z podgrzewaną wodą i hydromasażem. Goście mogą wybierać pomiędzy licznymi i urozmaiconymi obiektami:
- 4 sauny fińskie suche
- 3 łaźnie parowe
- 2 biosauny
- Łaźnia kamienna
- Sauna ziemna[5]
- Sauna fińska z koloroterapią oraz aromaterapią
- Sauna infrared
- Basen Thalasso
- Basen zewnętrzny z wodą o temperaturze 32 stopni C i hydromasażem
- 2 pokoje wypoczynkowe

Saunarium jest strefą dopuszczalnej nagości.

## Basen Sportowy
Nowoczesny basen pływacki o długości 25 m i szerokości 20 m. Każdy z 8 torów ma szerokość 2,5 m. Głębokość niecki wynosi  1,35 m do 1,82 m. Do dyspozycji gości oddano trybuny na 120 osób. Na Basenie Sportowym odbywają się także zajęcia aqua fitness oraz hydrocycling.

## Filie Aquapark Wrocław
- Basen Brochów (2022)
- Basen Zakrzów (2024)